# Deutscher Eishockeypokal 1995/96
In der Saison 1995/96 wurde zum fünften Mal ein Deutscher Eishockeypokal durch den Deutschen Eishockey-Bund veranstaltet. Die offizielle Bezeichnung dieses Wettbewerbs, den es drei Jahre lang in der Zeit von 1994/95 bis 1996/97 gab, lautet DEB-Ligenpokal Nord. In dieser Saison wurde der Wettbewerb gesponsert, sodass er zusätzlich unter dem Sponsorennamen DEB-Kone-Cup firmierte. Dieser Wettbewerb begann zeitlich jeweils in der Saisonvorbereitung, in der die Gruppenphase ausgetragen wurde. Die folgenden Runden, die in Hin- und Rückspiel im K.o.-Format ausgespielt wurden, folgten im weiteren Verlauf der jeweiligen Saison. Zweiter Sieger dieses Wettbewerbs wurde der ERC Westfalen Dortmund.

## Teilnehmer
Die Teilnehmer waren die Mannschaften der nördlichen DEB-geführten Ligen, also der 1. Liga Nord und 2. Liga Nord. Aus der 2. Liga Nord hatten der Hamburger SV, der Herforder EC und der VERC Lauterbach auf eine Teilnahme verzichtet.
| Die 14 Teams der 1. Liga Nord: | 9 von 12 Teams der 2. Liga Nord: |
| --- | --- |
| - EC Bad Nauheim - ERC Westfalen Dortmund - EV Duisburg - Moskitos Essen - ASV Hamm 04/69 - Herner EV - Iserlohner EC - EHC Neuwied - EHC Salzgitter - ETC Timmendorfer Strand - EHC Trier - ESC Wedemark - EC Wilhelmshaven-Stickhausen - EC Wolfsburg | - Adendorfer EC - Eintracht Braunschweig - REV Bremerhaven - Grefrather EV - EC Devils Königsborn - EC Lünen 89 - Krefelder EV Amateure - Limburger EG - EHC Zweibrücken |

## Modus
Die teilnehmenden Mannschaften wurden auf fünf Gruppen aufgeteilt. Die Gruppensieger und drei besten Gruppenzweiten erreichten das Viertelfinale. Um angesichts von zwei Vierer- und drei Fünfer-Gruppen eine Vergleichbarkeit herzustellen, spielten die Zweiten der Gruppen A und B zwei Entscheidungsspiele, deren Ergebnisse zu ihrem Gruppenendstand aufaddiert wurden. Ab dem Viertelfinale wurde im K.-o.-System in Form von Hin- und Rückspiel gespielt.

## Gruppenphase

### Gruppe A
|    | Klub                    | Sp | S | U | N | Tore  | Dif. | Punkte |
| -- | ----------------------- | -- | - | - | - | ----- | ---- | ------ |
| 1. | ETC Timmendorfer Strand | 6  | 6 | 0 | 0 | 44:19 | +25  | 12:0   |
| 2. | EC Wolfsburg            | 6  | 3 | 0 | 3 | 26:35 | −9   | 6:6    |
| 3. | REV Bremerhaven         | 6  | 2 | 0 | 4 | 24:30 | −6   | 4:8    |
| 4. | Adendorfer EC           | 6  | 1 | 0 | 5 | 29:39 | −10  | 2:10   |

### Gruppe B
|    | Klub                         | Sp | S | U | N | Tore  | Dif. | Punkte |
| -- | ---------------------------- | -- | - | - | - | ----- | ---- | ------ |
| 1. | ESC Wedemark                 | 6  | 5 | 1 | 0 | 45:14 | +31  | 11:1   |
| 2. | EC Wilhelmshaven-Stickhausen | 6  | 4 | 1 | 1 | 38:19 | +19  | 9:3    |
| 3. | EHC Salzgitter               | 6  | 1 | 1 | 4 | 19:35 | −16  | 3:9    |
| 4. | Eintracht Braunschweig       | 6  | 0 | 1 | 5 | 16:50 | −34  | 1:11   |

### Gruppe C
|    | Klub                  | Sp | S | U | N | Tore  | Dif. | Punkte |
| -- | --------------------- | -- | - | - | - | ----- | ---- | ------ |
| 1. | ASV Hamm 04/69        | 8  | 7 | 0 | 1 | 69:33 | +36  | 14:2   |
| 2. | Moskitos Essen        | 8  | 6 | 0 | 2 | 47:33 | +14  | 12:4   |
| 3. | Grefrather EV         | 8  | 4 | 1 | 3 | 48:39 | +9   | 9:7    |
| 4. | EC Lünen 89           | 8  | 1 | 1 | 6 | 20:53 | −33  | 3:13   |
| 5. | Krefelder EV Amateure | 8  | 1 | 0 | 7 | 26:52 | −26  | 2:14   |

### Gruppe D
|    | Klub                   | Sp | S | U | N | Tore  | Dif. | Punkte |
| -- | ---------------------- | -- | - | - | - | ----- | ---- | ------ |
| 1. | ERC Westfalen Dortmund | 8  | 7 | 0 | 1 | 44:23 | +21  | 14:2   |
| 2. | EV Duisburg            | 8  | 5 | 0 | 3 | 43:26 | +17  | 10:6   |
| 3. | Herner EV              | 8  | 3 | 0 | 5 | 29:42 | −13  | 6:10   |
| 4. | Iserlohner EC          | 8  | 3 | 0 | 5 | 37:38 | −1   | 6:10   |
| 5. | EC Devils Königsborn   | 8  | 2 | 0 | 6 | 33:57 | −24  | 4:12   |

### Gruppe E
|    | Klub            | Sp | S | U | N | Tore  | Dif. | Punkte |
| -- | --------------- | -- | - | - | - | ----- | ---- | ------ |
| 1. | EC Bad Nauheim  | 8  | 8 | 0 | 0 | 74:17 | +57  | 16:0   |
| 2. | EHC Neuwied     | 8  | 5 | 1 | 2 | 63:23 | +40  | 11:5   |
| 3. | EHC Trier       | 8  | 4 | 1 | 3 | 40:46 | −6   | 9:7    |
| 4. | Limburger EG    | 8  | 2 | 0 | 6 | 34:53 | −19  | 4:12   |
| 5. | EHC Zweibrücken | 8  | 0 | 0 | 8 | 10:82 | −72  | 0:16   |

Abkürzungen: Sp = Spiele, S = Siege, U = Unentschieden, N = Niederlagen, Dif. = Tordifferenz

## Entscheidungsspiele und Vergleich der Gruppenzweiten

### Entscheidungsspiele der Zweiten der Gruppen A und B
|                  |   |              | Hin | Rück |
| ---------------- | - | ------------ | --- | ---- |
| EC Wilhelmshaven | – | EC Wolfsburg | 6:4 | 10:5 |

|      | Klub                         | Sp | S | U | N | Tore  | Dif. | Punkte |
| ---- | ---------------------------- | -- | - | - | - | ----- | ---- | ------ |
| 2. A | EC Wolfsburg                 | 8  | 3 | 0 | 5 | 35:51 | −16  | 6:10   |
| 2. B | EC Wilhelmshaven-Stickhausen | 8  | 6 | 1 | 1 | 54:28 | +26  | 13:3   |

### Vergleich der Gruppenzweiten
Damit haben sich neben der Gruppensiegern der EC Wilhelmshaven-Stickhausen, die Moskitos Essen und der EHC Neuwied als die drei besten Gruppenzweiten für das Viertelfinale qualifiziert.

## K.o.-Phase

### Viertelfinale
|                        |   |                         | Gesamt | Hin  | Rück |
| ---------------------- | - | ----------------------- | ------ | ---- | ---- |
| Moskitos Essen         | – | EHC Neuwied             | 3:22   | 2:10 | 1:12 |
| ERC Westfalen Dortmund | – | ETC Timmendorfer Strand | 6:4    | 5:1  | 1:3  |
| ESC Wedemark           | – | ASV Hamm 04/69          | 14:8   | 8:4  | 6:4  |
| EC Wilhelmshaven       | – | EC Bad Nauheim          | 8:7    | 6:0  | 2:7  |

### Halbfinale
|                  |   |                        | Gesamt | Hin | Rück |
| ---------------- | - | ---------------------- | ------ | --- | ---- |
| EHC Neuwied      | – | ERC Westfalen Dortmund | 8:13   | 3:6 | 5:7  |
| EC Wilhelmshaven | – | ESC Wedemark           | 5:6    | 1:1 | 4:5  |

### Finale
|                        |   |              | Gesamt | Hin | Rück |
| ---------------------- | - | ------------ | ------ | --- | ---- |
| ERC Westfalen Dortmund | – | ESC Wedemark | 11:7   | 8:3 | 3:4  |